# البيت الكامل: انتشار التميز من أفلاطون إلى داروين
كتاب البيت الكامل: انتشار التميّز من أفلاطون إلى داروين (بالإنجليزية: Full House: The Spread of Excellence from Plato to Darwin) لعالم الأحياء والتطور الأمريكي ستيفن جاي غولد، صدر هذا الكتاب عام 1996 وكما صدر في الولايات المتحدة بنفس العنوان مقدمة إضافية من ثمان صفحات، وهدف هذا الكتاب أن يشرح للكاتب العادي كيف أن المفاهيم الخاطئة حول الإحصائيات تولد لدى الناس سوء فهم حول دور التنوع.

## الملخص
أحد المفاهيم الخاطئة والدارجة عند الناس هو التركيز على القيم المتوسطة بدلًا من الطيف الكامل للتنوع في النظام بأكمله.
يعطي الكاتب على مثالين رئيسيين لهذا الاعتقاد الخاطئ المثال الأول: اختفاء متوسط الضرب في لعبة البيسبول (هذا المتوسط عبارة عن إحصائية في لعبة الكركيت والبيسبول اللينة التي تقيس أداء رجال المضرب هذه الألعاب والبطولات).
أمَّا المثال الثاني فهو الميل الملحوظ للتطور نحو التعقيد والتقدّم مما يحعل الكائنات الحيَة أكثر تعقيدًا.
في المثال الأول: يشرح غولد أن التراجع في متوسط الضرب في لعبة البيسبول لا يعني أن هناك انخفاض في مهارة لاعبي البيسبول، بل على العكس تمامًا: لقد أظهر أن كل ما حدث هو أن الفرق في المتوسط انخفض بسبب تحسن البيسبول الاحترافي، بينما بقي متوسط الدوري ثابتًا مع تغير قوانين اللعبة مما أدى لانخفاض القيمة القصوى للتوزيع وهو أفضل معدل للضرب أيضًا.
أما في المثال الثاني يشير الكاتب ستيفن غولد أنَ الكثر من الناس لديهم اعتقاد خاطئ بأن عملية التطور لها اتجاه واحد وهو ميل لجعل الكائنات أكثر تعقيدًا مع مرور الوقت و أولئك الذين يؤمنون بتقدم التطور نحو المزيد من التعقيد عادة يثبتون ذلك من خلال سلسلة من الكائنات بدءًا من البكتريا ،الفطريات، الديناصورات ،الكلاب، الإنسان.
وهذه الكائنات متزايدة التعقيد ليست سوى نهاية للتوزيع المعقد وبأن النظر إلى الكائنات المعقدة على حدًا يفقد الصورة الكلية وضوحها، ويشرح في كتابه أن الكائنات الأكثر انتشارًا هي التي كانت سائدة وفق كافة المقاييس وماتزال كذلك.
من الممكن أن يكون تطور الكائنات الحية محدود من جهة واحدة حيث لايوجد كائن أبسط من البكتريا فالتطور يسير باتجاه التعقيد ويذهب أحيانًا باتجاه البساطة دون وجود تفضيل لاتجاه عن الآخر.